# Ташине
Та́шине (в минулому — Грибове)  — село в Україні, у Березанській селищній громаді Миколаївського району Миколаївської області. Населення становить 467 осіб.

## Історія
Станом на 1886 у селі Анатолівської волості Одеського повіту Херсонської губернії мешкало 805 осіб, налічувалось 203 дворових господарств, існували православна церква й школа.
За переписом 1897 року кількість мешканців зросла до 1296 осіб (674 чоловічої статі та 622 — жіночої), з яких 1266 — православної віри.

## Природа
В околицях цього села, в балці поблизу Тилігульського лиману, між с. Ташине та с. Анатоліївка Березанської ТГ мисливці здобули самку шакала. Це сталося у жовтні 2008 р., і ця знахідка стала першою для Миколаївщини реєстрацією цього південного виду ссавців, що розселяється з 2001 року по Україні.